# Carss Park, New South Wales
Carss Park este o suburbie în Sydney, Australia.